# 小行星5977
小行星5977（英語：5977）是一颗围绕太阳公转的小行星。1992年10月1日，亨利·E·霍爾特在帕洛马山发现了此天体。
这颗小行星的绝对星等为241.23672等。